# Dalibor Karnay
Dalibor Karnay (* 3. července 1978, Kráľovský Chlmec) je bývalý slovenský fotbalista, útočník.

## Fotbalová kariéra
Hrál slovenskou ligu za HFC Humenné, v České republice hrál za FC Tescoma Zlín, FC Dolní Kounice, SC Xaverov Horní Počernice a SK Hradec Králové. Kariéru končil v Německu v nižší soutěži za Bonner SC. V druholigovém Hradci Králové byl v sezóně 2005-2006 nejlepším střelcem týmu s 5 góly ve 29 utkáních.

## Ligová bilance
| Ročník                 | Zápasy | Góly | Klub        |
| ---------------------- | ------ | ---- | ----------- |
| Mars superliga 1999/00 | 7      | 1    | HFC Humenné |
| LIGA CELKEM            | 7      | 1    |             |